# Біг-Пул (Меріленд)
Біг-Пул (англ. Big Pool) — переписна місцевість (CDP) в США, в окрузі Вашингтон штату Меріленд. Населення — 78 осіб (2020).

## Географія
Біг-Пул розташований за координатами 39°37′30″ пн. ш. 78°0′58″ зх. д. / 39.62500° пн. ш. 78.01611° зх. д. (39.625061, -78.016149).  За даними Бюро перепису населення США в 2010 році переписна місцевість мала площу 0,28 км², уся площа — суходіл.

## Демографія
Згідно з переписом 2010 року, у переписній місцевості мешкали 82 особи в 28 домогосподарствах у складі 22 родин. Густота населення становила 297 осіб/км².  Було 31 помешкання (112/км²).
Расовий склад населення:
| - 100,0 % — білих |

До двох чи більше рас належало 0,0 %. Частка іспаномовних становила 3,7 % від усіх жителів.
За віковим діапазоном населення розподілялося таким чином: 30,5 % — особи молодші 18 років, 61,0 % — особи у віці 18—64 років, 8,5 % — особи у віці 65 років та старші. Медіана віку мешканця становила 34,3 року. На 100 осіб жіночої статі у переписній місцевості припадало 105,0 чоловіків;  на 100 жінок у віці від 18 років та старших — 83,9 чоловіків також старших 18 років.
Цивільне працевлаштоване населення становило 13 особи. Основні галузі зайнятості: освіта, охорона здоров'я та соціальна допомога — 100,0 %.